# Guarea zepivae
Guarea zepivae är en tvåhjärtbladig växtart som beskrevs av Terence Dale Pennington. Guarea zepivae ingår i släktet Guarea och familjen Meliaceae. Inga underarter finns listade i Catalogue of Life.